# کاپیتان مارول (موسیقی متن)
کاپیتان مارول (موسیقی متن اصلی فیلم) (انگلیسی: Captain Marvel (Original Motion Picture Soundtrack)) یک آلبوم موسیقی متن از فیلمی به همین نام از مارول استودیوز است. این موسیقی فیلم توسط پینار توپراک آهنگسازی شده است. این آلبوم در ۸ مارس ۲۰۱۹ توسط هالیوود رکوردز در ایالات متحده منتشر شد.

## فهرست قطعه‌ها
موسیقی همهٔ ترانه‌ها توسط پینار توپراک ساخته شده‌است.
| شماره      | نام                        | مدت    |
| ---------- | -------------------------- | ------ |
| ۱.         | «Captain Marvel»           | ۲:۱۵   |
| ۲.         | «Waking Up»                | ۱:۲۸   |
| ۳.         | «Boarding the Train»       | ۱:۳۰   |
| ۴.         | «Why Do You Fight?»        | ۱:۱۴   |
| ۵.         | «Let's Bring Him Home»     | ۱:۳۹   |
| ۶.         | «Entering Enemy Territory» | ۳:۳۳   |
| ۷.         | «Breaking Free»            | ۵:۲۴   |
| ۸.         | «Hot Pursuit»              | ۴:۳۴   |
| ۹.         | «Lost the Target»          | ۲:۱۰   |
| ۱۰.        | «Lifting Fingerprints»     | ۱:۳۱   |
| ۱۱.        | «Finding the Records»      | ۵:۲۰   |
| ۱۲.        | «Escaping the Basement»    | ۴:۲۳   |
| ۱۳.        | «Photos of Us»             | ۱:۵۶   |
| ۱۴.        | «Learning the Truth»       | ۳:۱۶   |
| ۱۵.        | «New Clothes»              | ۱:۰۴   |
| ۱۶.        | «Space Turbulence»         | ۲:۵۸   |
| ۱۷.        | «High Score»               | ۲:۳۵   |
| ۱۸.        | «Interrupting Something?»  | ۱:۳۰   |
| ۱۹.        | «Trapped»                  | ۳:۱۹   |
| ۲۰.        | «I'm All Fired Up»         | ۳:۲۰   |
| ۲۱.        | «More Problems»            | ۸:۱۵   |
| ۲۲.        | «You Could Use a Jump»     | ۱:۴۵   |
| ۲۳.        | «This Isn't Goodbye»       | ۲:۲۹   |
| مجموع مدت: | مجموع مدت:                 | ۱:۷:۲۸ |